# 우잉제 (배우)
우잉제(중국어 간체자: 吴映洁, 정체자: 吳映潔, 병음: Wú Yìngjié, 한자음: 오영결, 영어: Emma Wu 에마 우[*], 1989년 8월 11일 ~ ) 또는 귀귀(鬼鬼), GEMMA는 타이완, 대한민국의 배우이자 가수로, 헤이걸의 전 멤버이다.

## 방송

### 예능
- 2013년 MBC 《우리 결혼했어요》세계판 (2PM 택연과 커플로 출연)

### 앨범 참여
- 2016년 《Sugar Rush》